# Hartai Ferenc
Hartai Ferenc (eredeti neve: Hochstrasser Ferenc) (Nagyzsám, 1895. április 2. – Budapest, 1970. május 4.) fuvolaművész, nyugalmazott főiskolai tanár, a Magyar Népköztársaság Érdemérem arany fokozatával kitüntetett Kiváló Művész.

## Életpályája
A budapesti Zeneakadémián tanult 1912-től. 1921-ben a Magyar Állami Operaház s egyben a Budapesti Filharmóniai Társaság Zenekarához került fuvolaszólistaként. 1949–1968 között a Liszt Ferenc Zeneművészeti Főiskola oktatója volt.
Számos sikeres szólókoncertet adott hazánkban és külföldön. Néhány hangfelvétele is ismert. nyugalomba vonulása után is dolgozott. Tanítványai között szerepeltek: Bart István, Csetényi Gyula, Fasang Zoltán, Joó Gyula, Prőhle Henrik.

## Családja
Szülei: Hochstrasser Márton és Feller Margit voltak. 1934-ben, Rákosszentmihályon házasságot kötött Langmahr Erzsébettel.
Sírja a Rákoskeresztúri Új köztemetőben található.

## Díjai
- Magyar Népköztársasági Érdemérem (1951)
- Érdemes művész (1954)
- Kiváló művész (1964)